# Vepris welwitschii
Vepris welwitschii là một loài thực vật có hoa trong họ Cửu lý hương. Loài này được (Hiern) Exell miêu tả khoa học đầu tiên năm 1929.